# Pseudosinella alba
Pseudosinella alba är en urinsektsart som först beskrevs av Alpheus Spring Packard 1873.  Pseudosinella alba ingår i släktet Pseudosinella och familjen brokhoppstjärtar. Arten är reproducerande i Sverige. Inga underarter finns listade i Catalogue of Life.